# RBL1
Ретинобластомоподобный 1 (P107), также известный как RBL1, — белок, кодируемый у человека геном RBL1.

## Функция
Белок, кодируемый этим геном подобен в последовательности и, возможно, действию продукта гена ретинобластомы 1 (RB1). Продукт гена RB1 — белок супрессора опухоли, по-видимому, участвует в клеточном цикле регулирования, так как фосфорилируется при фазовом переходе с S до М, а дефосфорилируется в фазе G1 клеточного цикла. Как белок RB1, так и продукт этого гена могут образовывать комплекс с аденовирусом белка E1A и большим Т-антигеном SV40, причем, с большим Т-антигеном SV40 связывается только нефосфорилированная форма каждого белка. Кроме того, оба белка могут ингибировать транскрипцию генов клеточного цикла, содержащих сайты связывания E2F в их промоторах. Из-за сходства последовательности и биохимического сходства с белком RB1, считается, что белок, кодируемый этим геном, также может быть супрессором опухоли. Были найдены для этого гена два варианта транскриптов, кодирующих различные изоформы.

## Взаимодействия
Ретинобластомоподобный белок 1, как было выявлено, взаимодействуют с HDAC1, RBBP8, E2F1, циклинозависимой киназой 2, BEGAIN, BRF1, BRCA1, Циклином A2, прохибитином, MYBL2 и Матери против декапентаплегического гомолога 3.